# 鈴木元
鈴木 元（すずき げん）は日本の映画監督、演出家。日本映画学校の講師。

## 主な作品

### 映画
- 『悲しい色やねん』（助監督・1988年）
- 『冬物語』（助監督・1989年）
- 『バカヤロー!2 幸せになりたい。』（1989年）
- 『優しくこたえて　ＴＯＵＣＨ　ＭＥ　ＴＥＮＤＥＲＬＹ』（1992年）
- 『メールで届いた物語 アボカド納豆。』（2005年）
- 『ゼブラーマン』（協力・2004年）

### テレビドラマ
- NTV『大都会 PARTIII』（監督助手・1978年）
- NTV『盲点』（助監督・1984年）
- NTV『あぶない刑事』（助監督・1986年）
- NTV『あきれた刑事』（助監督・1987年）
- CX『並木通りの男』（助監督・1988年）
- TX『偽りのダイヤモンド』（1989年）
- KTV『今夜だけのお遊び3 アブナイ写真はどうする？（1990年）
- TBS『ルージュの伝言 VOL.12「メトロポリスの片隅で」』（1990年）
- YTV ドラマシティ
  - 『東京パーキング・ウォーズ』（1992年）
  - 『東京CARDウォーズ 正しく使えば恐くない』（1992年）
  - 『東京夢の島ウォーズ』（1993年）
- NTV『静かなるドン』（1994年）
  - NTV『静かなるドン FOREVER』（1996年）
- NTV『検事霧島三郎4』（1997年）
  - NTV『検事霧島三郎5』（1998年）
  - NTV『検事霧島三郎6』（1999年）
  - NTV『検事霧島三郎7』（1999年）
- NTV『夜逃げ屋本舗』（1999年）
  - NTV『新・夜逃げ屋本舗』（2003年）
- NTV『バカヤロー!2000 ニッポン人の怒りが爆発する!!』「前向きが何だ!」（2000年）
- BSジャパン『寺田家の花嫁〜気味悪いほど優しい姑』（2001年）
- NTV『一番大切な人は誰ですか?』（2004年）

| スタブアイコン | サブスタブ | この項目は、まだ閲覧者の調べものの参照としては役立たない、人物に関連した書きかけの項目です。この項目を加筆・訂正などしてくださる協力者を求めています（P:人物伝/PJ:人物伝）。 |